# Muchachita
Muchachita é uma telenovela mexicana produzida por Carlos Téllez para a Televisa e exibida pelo Canal de las Estrellas em 1985.
É uma adaptação da novela homônima do autor Ricardo Rentería.
Foi protagonizada por Lourdes Munguía e Gonzalo Vega e antagonizada por José Carlos Ruiz, Bertha Moss, Silvia Caos e Talina Fernández.

## Enredo
Maribel Montesinos é uma jovem e rica que está comprometida com José Manuel Palacios, outro jovem de boa família. Mas pouco antes do casamento, Maribel é vítima de um estupro e fica grávida. Maribel, em um principio, tem duvidas sobre ter ou não o bebé. No fim ela decide seguir com sua gravidez, graças aos valores inculcados por sua defunta mãe. Ela rompe o compromisso matrimonial sem dar explicações a seu noivo, ainda que depois ela acaba por confessando o sucedido.
Tanto don Felipe Montesinos, o pai de Maribel, como José Manuel se opõem a decisão da jovem e lhe exigem que aborte. Porém ela se nega e segue adiante com a gestação, apesar do desprezo da sociedade e de seu círculo familiar.
Don Felipe leva a sua filha a sua casa de campo para evitar falatório. Ali ele descobre quem foi o culpado da violação: Pascual Sánchez. Depois do parto, don Felipe entrega sua neta a Pascual, enquanto que Maribel decide levá-la a París. Maribel se nega, mas seu padre a ameaça com não dizer nunca a quem entregou sua filha se ela não for com ele. Assim Rosa, a filha de Maribel, cresce em uma vila em companhia de Ticha, uma boa mulher que a criou como se fosse sua própria filha. A jovem se vê continuamente perseguida por Pascual, que segue sendo um alcoólico.
Quando Rosa fica adulta, começa a trabalhar com Ticha (que conhece o passado da jovem) num banco de frutas. A jovem se apaixona de Chucho Landeros, um jovem cego de nascimento que vive com sua mãe, Nena Martínez, una ex-atriz que teve a seu filho numa idade avançada.
A situação econômica das duas mulheres está muito precária, por isso Rosa se oferece a ir a vender frutas na rua. Em frente do Instituto Nacional de Bellas Artes, Rosa conhece a José Manuel, o antigo prometido de sua verdadeira mãe. José Manuel, que já é professor de literatura, se sente atraído por Rosa e decide transformá-la em uma mulher culta e refinada. Desde que sofreu o desengano com Maribel, José Manuel se voltou seco e relutou a começar outra relação com uma mulher, por isso que se sente muito feliz quando vê na inocência de Rosa outra oportunidade para encontrar o amor.
José Manuel leva a Rosa a sua casa e em troca das aulas para refinar-se que ele lhe dá, ela começa a trabalhar como empregada em sua casa. No entanto, nem todos a receberam com entusiasmo. Amanda, a mãe de José Manuel a vê como uma oportunista que só busca o dinheiro da familia. Enquanto que Mérida, a ama de chaves, se encargará de fazer impossível a vida da jovem.
No entanto, o pior ainda está por chegar: Maribel, quem todavia ressente a perda de sua filha, reaparece na vida de José Manuel disposta a reconquistá-lo. Maribel verá em Rosa a sua principal inimiga, sem suspeitar que se trata de sua própria filha.

## Elenco
- Lourdes Munguía - Rosa Sánchez
- Gonzalo Vega - José Manuel Palacios
- Talina Fernández - Maribel Montesinos
- Beatriz Aguirre - Nena Martínez
- Manuel Saval - Chucho Landeros
- Ana Bertha Lepe - Ticha
- José Carlos Ruiz - Pascual Sánchez
- Bertha Moss - Amanda Montesinos
- Luis Aguilar - Gabriel Landeros
- Josefina Escobedo - Rutila
- Gastón Tuset - Germán
- Ada Carrasco - Lucha
- Martha Zamora - Bertha
- Silvia Caos - Mérida
- Mauricio Ferrari - Luccino
- Vittorina Garessi - Olga
- Rosa Carmina - Linda Rey
- Olivia Collins - Irene
- Toño Infante - Santos Vega
- Joana Brito - Brígida
- María Prado - Nicolasa
- Raúl Meraz - Don Felipe Montesinos
- Graciela Orozco - Gervasia
- Fernando Amaya - Jean Carlo

## Prêmios e Indicações

### Prêmio TVyNovelas de 1987
| Categoria         | Nomeado(a)   | Resultado |
| ----------------- | ------------ | --------- |
| Melhor ator jovem | Manuel Saval | Nomeado   |